# 黃標琵弄蝶
黃標琵弄蝶（學名：Pithauria marsena，英名俗名：Banded Straw）又名馬氏琵弄蝶，是屬於弄蝶科的一種蝴蝶，是琵弄蝶屬的一種。廣泛分佈於東洋界，模式產地為印尼蘇門答臘。生境為高地林區。

## 分佈
中國（浙江、福建、廣西、陝西）、印度、緬甸、越南、泰國及馬來西亞。

## 形態
雄性成蟲前翅長19-20毫米。前翅正面暗褐色，有半透明淺黃色斑，中室斑2個，下方1個較大，中域斑2個，位於cul室與m3室，2斑分開，不交搭，亞頂斑3個，位於r5室，r4室，r3室，r3室的較模糊，稍外移，主要特徵是從2A脈中部到Cu2脈起點有黃色性標斑痣，基部有3條黃色長紋，位於前緣，後緣與中室基部下方;反面黃褐色，較正面色淺，淺黃色排列同正面，cu1室與m3室的斑較大。後翅正面暗褐色，無半透明斑;反面色較淡，分散有很小且模糊的小白點。
雌性成蟲的前翅基部無3條黃色長紋，前後翅反面色暗褐，白色斑紋排列似正面。

## 腳註
1. ↑  Hewitson, [1866]. Descriptions of new Hesperidae Trans. ent. Soc. Lond. (3) 2 (6) : 498
2. 1 2  許家珠、魏煥志、賴平芳. . 中國: 陝西科學技術出版社. 2010年6月. ISBN 9787536947801 （中文（简体））.
3. 1 2  袁鋒、袁向群、薛國喜. . 中國 北京: 科學出版社. 2015: 402-403. ISBN 9787030439147 （中文（简体））.

## 外部連結
- 维基共享资源上的相關多媒體資源：黃標琵弄蝶
- Pithauria marsena （页面存档备份，存于） - Catalogue of Life （英文）
- Pithauria marsena （页面存档备份，存于） - funet.fi